# Sancho van Castilië
Sancho van Castilië (1342 — Burgos, 19 mei 1374), was prins van Castilië en graaf van Alburquerque.
Sancho was het negende van tien buitenechtelijke kinderen van koning Alfons XI van Castilië en Leonor Núñez de Guzmán.
Sancho streed samen met zijn broers, prins Hendrik, (de latere koning Hendrik II van Castilië, en de prinsen Fadrique en Tello, tegen hun halfbroer, koning Peter I van Castilië.
Deze Peter, ook Peter de Wrede genoemd, zou Sancho´s moeder Leonor hebben mishandeld, opgesloten en ten slotte op wrede wijze hebben vermoord.
In 1373 trouwde Sancho met Beatrix van Alburquerque (dochter van koning Peter I van Portugal en Inês de Castro), met wie hij twee kinderen kreeg. Het huwelijk was onderdeel van een vredesverdrag tussen Castilië en Portugal nadat Hendrik II van Castilië een klinkende overwinning op de Portugezen had behaald.
Een jaar na het huwelijk vond Sancho de dood in Burgos. Sancho stierf toen hij tussenbeide wilde komen in een ruzie over slaapplaatsen tussen zijn soldaten en die van Pedro Gonzalez de Mendoza. Hij droeg hierbij niet zijn eigen harnas en werd door de soldaten niet herkend. Een van hen stak hem een lans in het oog, die doordrong tot in de hersens waarna Sancho vrijwel meteen aan de verwondingen stierf.
Zijn vrouw Beatrix was op dat moment in verwachting van hun tweede kind Eleonora. Beatrix stierf in 1381 en werd naast haar man in de kathedraal Santa María in Burgos begraven.

## Nageslacht
- Fernando Sánchez (1373-1385), graaf van Alburquerque.
- Eleonora Urraca, later getrouwd met Ferdinand I van Aragon.

Hij kreeg ook nog één kind uit een buitenechtelijke relatie:
- Leonor Sánchez de Castilla

## Voorouders
| Voorouders van Sancho van Castilië | Voorouders van Sancho van Castilië                                         | Voorouders van Sancho van Castilië                                         | Voorouders van Sancho van Castilië                                         | Voorouders van Sancho van Castilië                                         | Voorouders van Sancho van Castilië                                      | Voorouders van Sancho van Castilië                                      | Voorouders van Sancho van Castilië                                      | Voorouders van Sancho van Castilië                                      |
| ---------------------------------- | -------------------------------------------------------------------------- | -------------------------------------------------------------------------- | -------------------------------------------------------------------------- | -------------------------------------------------------------------------- | ----------------------------------------------------------------------- | ----------------------------------------------------------------------- | ----------------------------------------------------------------------- | ----------------------------------------------------------------------- |
| Overgrootouders                    | Sancho IV of Castilië (1258-1295) ∞ Maria van Molina (1265-1321)           | Sancho IV of Castilië (1258-1295) ∞ Maria van Molina (1265-1321)           | Dionysius van Portugal (1261-1325) ∞ Elisabeth van Aragón (1271-1336)      | Dionysius van Portugal (1261-1325) ∞ Elisabeth van Aragón (1271-1336)      | Alvar Perez de Guzman (-) ∞ Maria González Girón (-)                    | Alvar Perez de Guzman (-) ∞ Maria González Girón (-)                    | Fernan Perez Ponce de León (–1291) ∞ Urraca Gutiérrez de Meneses (–)    | Fernan Perez Ponce de León (–1291) ∞ Urraca Gutiérrez de Meneses (–)    |
| Grootouders                        | Ferdinand IV van Castilië (1285-1312) ∞ Constance van Portugal (1290–1313) | Ferdinand IV van Castilië (1285-1312) ∞ Constance van Portugal (1290–1313) | Ferdinand IV van Castilië (1285-1312) ∞ Constance van Portugal (1290–1313) | Ferdinand IV van Castilië (1285-1312) ∞ Constance van Portugal (1290–1313) | Pedro Núñez de Guzmán (-) ∞ Beatriz Ponce de León (-)                   | Pedro Núñez de Guzmán (-) ∞ Beatriz Ponce de León (-)                   | Pedro Núñez de Guzmán (-) ∞ Beatriz Ponce de León (-)                   | Pedro Núñez de Guzmán (-) ∞ Beatriz Ponce de León (-)                   |
| Ouders                             | Alfons XI van Castilië (1311-1350) ∞ Leonor Núñez de Guzmán (1310–1351)    | Alfons XI van Castilië (1311-1350) ∞ Leonor Núñez de Guzmán (1310–1351)    | Alfons XI van Castilië (1311-1350) ∞ Leonor Núñez de Guzmán (1310–1351)    | Alfons XI van Castilië (1311-1350) ∞ Leonor Núñez de Guzmán (1310–1351)    | Alfons XI van Castilië (1311-1350) ∞ Leonor Núñez de Guzmán (1310–1351) | Alfons XI van Castilië (1311-1350) ∞ Leonor Núñez de Guzmán (1310–1351) | Alfons XI van Castilië (1311-1350) ∞ Leonor Núñez de Guzmán (1310–1351) | Alfons XI van Castilië (1311-1350) ∞ Leonor Núñez de Guzmán (1310–1351) |
| Sancho van Castilië (1342-1374)    |                                                                            |                                                                            |                                                                            |                                                                            |                                                                         |                                                                         |                                                                         |                                                                         |